# Farrah Franklin
Farrah Destiny Franklin (sinh ngày 3 tháng 5 năm 1981) là một ca sĩ, diễn viên, người mẫu người Mỹ và là cựu thành viên của nhóm nhạc Destiny's Child người thay thế LaTavia Roberson. Nhưng sau đó, cô đã rời khỏi nhóm chỉ sau 5 tháng hoạt động. Cô sau đó đã tiếp tục sự nghiệp solo của mình như không gây được nhiều tiếng vang từ năm 2002 đến nay. Tháng Tư năm 2011, Franklin đã bị bắt vì hành vi quấy rối nơi công cộng của mình và phải bồi thường 100 đô-la cho hành động của mình.

## Cuộc sống đời thường
Farrah là người biracial; mẹ cô là người Mỹ gốc Phi, có nguồn gốc từ Người thổ dân Mỹ và cha cô là một người Mỹ gốc Ý. Farrah được sinh ra tại Des Moines, Iowa và có một chị là Kerry.

### 1999-2000: Destiny's Child
Năm 1999, Franklin đã được thuê để đóng trong video ca nhạc của Destiny's Child, "Bills, Bills, Bills". Ngay sau đó, cô đã trở thành thành viên của nhóm và xuất hiện chung cùng Kelly Rowland, Beyoncé Knowles và Michelle Williams nhằm thay thế LaTavia Roberson và LeToya Luckett khi không có thông báo trước cho họ. Cô sau đó đã được giới thiệu trong video ca nhạc "Say My Name", phát hành tháng 2 năm 2002 và đã cùng nhóm lưu diễn và xuất hiện trong video "Jumpin' Jumpin'". Cô đã tiếp tục đảm nhiệm phần hát bè trong bản phối của "Jumpin' Jumpin'," "Independent Women Part I" (bản này bị loại khỏi album chính thức), "Dot", "Dance with Me" và tiếp tục thu âm vài ca khúc trong ấn bản phát hành lại của The Writing's on the Wall, trong khi đang trở thành nghệ sĩ ủng hộ Christina Aguilera.
Sau năm tháng trình diễn với nhóm Destiny's Child, Franklin cũng đã rời khỏi nhóm nhạc, theo nhóm nhạc, cô đã bị sa thải vì cô hay lỡ những sự kiện hay các buổi diễn. Theo thành viên Williams, Franklin không thể chịu nổi những áp lực xung quanh mình. Franklin sau đó đã chia sẻ rằng cô rời nhóm nhạc vì cô đã xảy ra những vụ xung đột và cô cảm thấy bất lực vì cô không thể đưa ra những quyết định cho nhóm. Nhưng vụ việc này gây ít gây tiếng vang hơn.

### 2002-nay: Sự nghiệp solo
Sau khi rời khỏi nhóm Destiny's Child, Franklin đã bắt đầu sự nghiệp solo của mình với hãng Fo-reel Entertainment vào năm 2002, khi cô thu âm ca khúc mang tựa đề "Get At Me" với Method Man, nhưng sau đó cô đã hủy hợp đồng. Cô đã tiếp tục ký với hãng Fabolous Street Label và đã bắt đầu sự nghiệp điện ảnh của mình trong The Brewster Project, giúp cô thắng hạng mục Best Supporting Actress tại lễ trao giải Independent Film Awards. Cô đồng thời cũng đã quay xong bộ phim mang tên Eyes of Darkness, gồm sự xuất hiện của Jayo Felony. Trước khi tham gia Destiny's Child, Franklin cũng đã xuất hiện trong bộ phim 1999, Trippin'.
Franklin đồng thời còn là người mẫu cho Russell Simmons, Def Jam University và xuất hiện trên bìa tạp chí Teen People, Ebony, Cosmo Girl, Vibe, và Today's Black Woman.
Đầu năm 2007, Farrah đã xuất hiện cùng những thành viên khác của nhóm Destiny Child trong Chương trình Đặc biệt của E!, The Boulevard Of Broken Dreams.
Farrah hiện đang tập trung vào sự nghiệp điện ảnh và âm nhạc của cô, cô đang quay một bộ phim vẫn chưa hề có tên và thông báo rằng nay cô đã hoàn thành album của mình và hi vọng sẽ được phát hành trong năm 2011. Franklin hiện đang có một tài khoản Twitter.

## Sự nghiệp

### Truyền hình
- All of Us
- Millionaire Matchmaker

### Điện ảnh
- Single Black Female

### Âm nhạc

#### Bài hát solo
- "Lollipop" (cùng Sean Paul)
- "Sentence U"
- "Hold On"
- "Candy Girl" (cùng Erin Bria Wright)
- "Extraordinary Love"
- "Hurry Please"
- "The Liberation"
- "More Than A Pretty Face" (cùng Fabolous)
- "Get At Me" (cùng Method Man)
- "Testimony Of Love"

### Bài hát cùng Pheenx
- "Post Boy"
- "Sharp Shooter"

### Bài hát cùng Destiny's Child
- "Dance With Me"
- "Jumpin Jumpin (WNBA Remix)"
- "Jumpin Jumpin (Azza Remix)"
- "Dot"
- "Dance With Me"
- "Independent Women Part I" (Bản gốc)